# Samuel A. Shelton

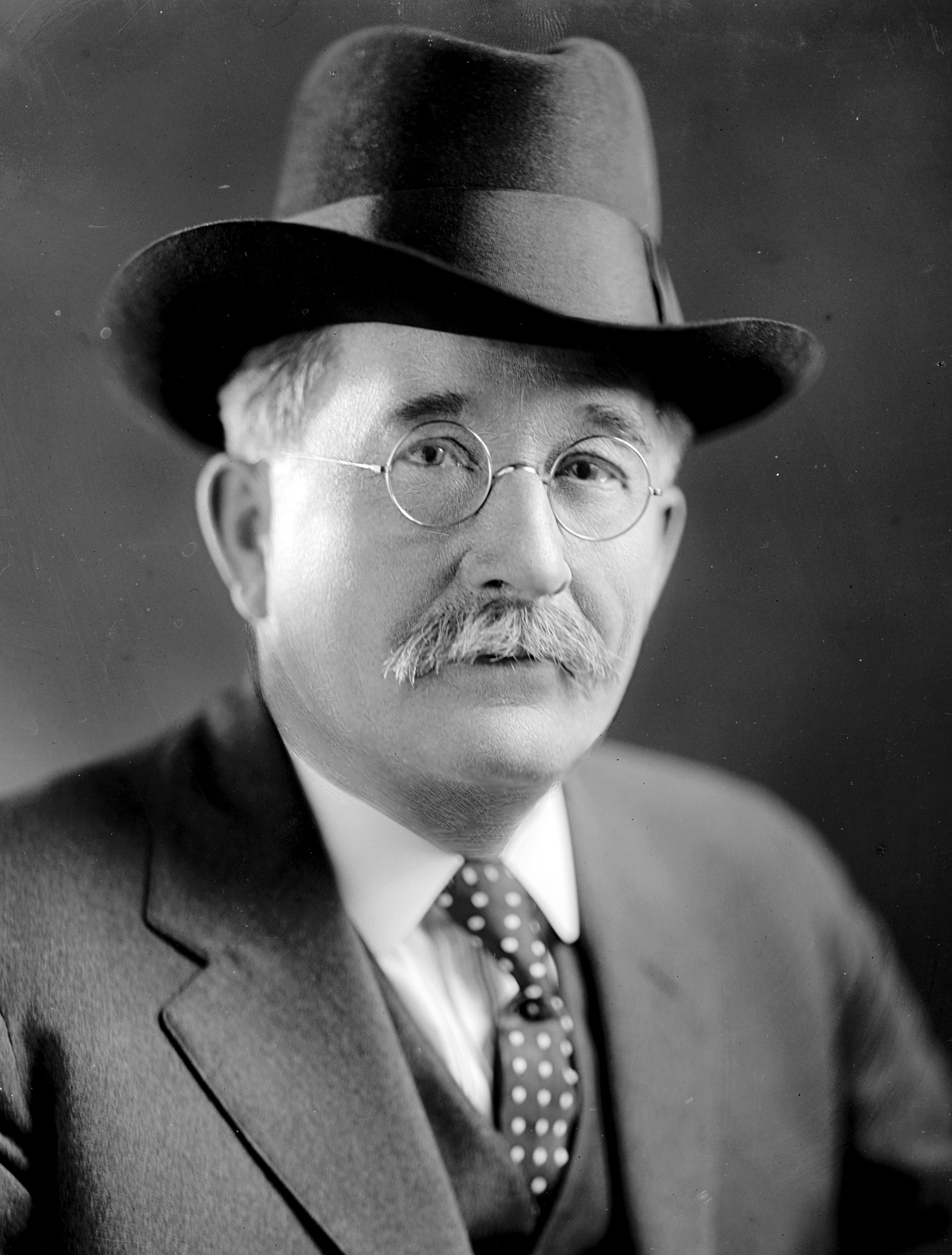
Samuel A. Shelton

Samuel Azariah Shelton (* 3. September 1858 bei Waterloo, Lauderdale County, Alabama; † 13. September 1948 in Marshfield, Missouri) war ein US-amerikanischer Politiker. Zwischen 1921 und 1923 vertrat er den Bundesstaat Missouri im US-Repräsentantenhaus.

## Werdegang
Im Jahr 1869 kam Samuel Shelton mit seiner verwitweten Mutter in das Webster County in Missouri, wo er die öffentlichen Schulen sowie die Mountain Dale Academy besuchte. Danach unterrichtete er für einige Zeit selbst als Lehrer. In den Jahren 1881 bis 1930 arbeitete Shelton neben seinen anderen Tätigkeiten auch in der Landwirtschaft. Von 1895 bis 1898 war er Gerichtsdiener am Bezirksgericht im Webster County. Nach einem anschließenden Jurastudium und seiner 1901 erfolgten Zulassung als Rechtsanwalt begann er in Marshfield in diesem Beruf zu praktizieren. Zwischen 1906 und 1910 war Shelton Posthalter in Marshfield; von 1914 bis 1916 fungierte er als Staatsanwalt im Webster County. Gleichzeitig begann er als Mitglied der Republikanischen Partei eine politische Laufbahn. Er wurde viermal zum Bezirksvorsitzenden gewählt.
Bei den Kongresswahlen des Jahres 1920 wurde Shelton im 16. Wahlbezirk von Missouri in das US-Repräsentantenhaus in Washington, D.C. gewählt, wo er am 4. März 1921 die Nachfolge von Thomas L. Rubey antrat. Da er im Jahr 1922 auf eine erneute Kandidatur verzichtete, konnte er bis zum 3. März 1923 nur eine Legislaturperiode im Kongress absolvieren. Nach seinem Ausscheiden aus dem US-Repräsentantenhaus war Shelton wieder als Anwalt in Marshfield tätig, wo er am 13. September 1948 im Alter von 90 Jahren verstarb.